# Filosofiska söndagsklubben
Filosofiska söndagsklubben är en roman från 2004 av Alexander McCall Smith som utspelar sig i författarens hemstad Edinburgh. Romanen utgör första delen av en bokserie.
Hjältinnan i serien är Isabel Dalhousie, en medelålders kvinna som gillar att tänka. Hon är ekonomiskt oberoende och är redaktör för tidskriften Praktiskt tillämpad etik. Isabel är ofta upptagen av att fundera över hur man ska bete sig samt vilken skyldighet man har mot andra. I denna första bok blir Isabel ofrivilligt vittne till en olycka i stadens konserthus, då en man faller ned från översta raden i salongen och faller ned och dör omedelbart. Vilket hon inte kan undgå att undersöka.